# 野崎村 (和歌山県)
野崎村（のざきむら）は、和歌山県海草郡にあった村。旧名草郡。

## 地理
現在の和歌山市野崎地区に相当する。村域のほとんどは市街で、村域の一部では土入川が南北に貫いて流れており、西部には和歌山県道752号和歌山阪南線（旧国道26号）が走っている。

## 歴史
- 1889年（明治22年）4月1日 - 明治大合併の町村制施行により名草郡野崎村となる。
- 1896年（明治29年）4月1日 - 郡の統合により名草郡が海部郡と合併して海草郡となる[1]。
- 1940年（昭和15年）2月1日 - 市町村合併により紀三井寺町，三田村とともに和歌山市へ編入される。